# Leptasterias aleutica
Leptasterias aleutica är en sjöstjärneart som beskrevs av Fisher 1930. Leptasterias aleutica ingår i släktet Leptasterias och familjen trollsjöstjärnor. Inga underarter finns listade i Catalogue of Life.